# Karczew
Karczew ist eine Stadt im Powiat Otwocki der Woiwodschaft Masowien in Polen. Sie ist Sitz der gleichnamigen Stadt-und-Land-Gemeinde mit 15.930 Einwohnern (Stand 31. Dezember 2020).

## Geographie
Karczew liegt 24 km südöstlich von Warschau am rechten Ufer der Weichsel.

## Geschichte
Karczew erhielt am 21. Januar 1548 das Stadtrecht sowie das Recht einen Wochenmarkt und zwei Messen im Jahr abzuhalten. 1577 zerstörte ein Brand große Teile der Stadt. Für den Wiederaufbau der Stadt wurden den Bürger für einige Jahre die Steuern erlassen. Im Zuge des nordischen Krieges Herbst 1704 überschritten schwedische Truppen bei Karczew die Weichsel. Nach der zweiten Teilung von Polen kam Karczew unter russische Verwaltung. 1809 wurde Karczew von österreichischen Truppen besetzt. 1831 kam die Stadt wieder unter russische Verwaltung. 
Von 1975 bis 1998 gehörte die Gemeinde zur Woiwodschaft Warschau.

### Einwohnerentwicklung
Nachfolgend die graphische Darstellung der Einwohnerentwicklung

## Städtepartnerschaften
- Tournan-en-Brie, Frankreich

## Sehenswürdigkeiten

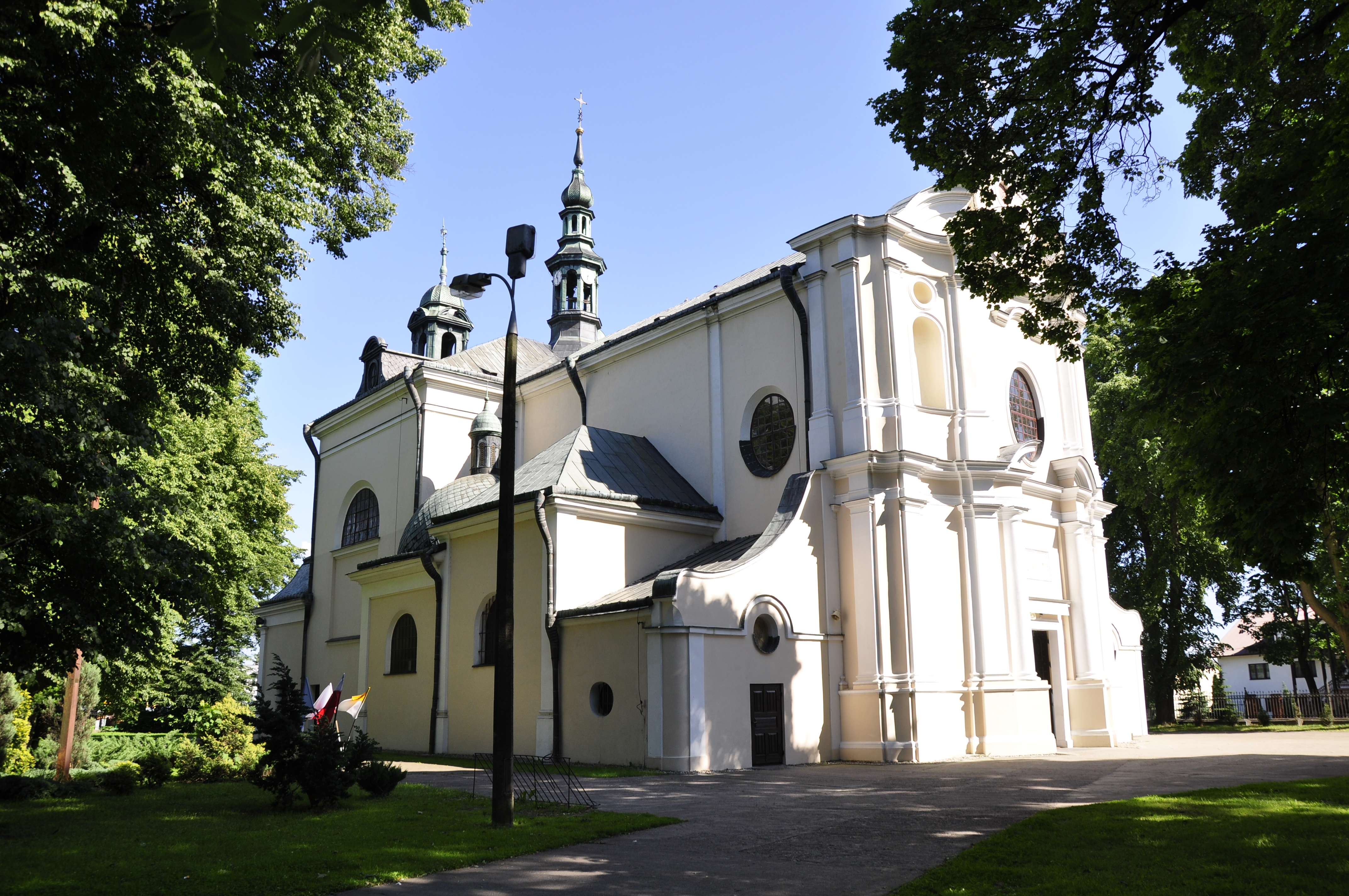
Kirche St. Vitus

- Barocke Kirche St. Vitus von 1732
- Jüdischer Friedhof

## Gemeinde
Zur Stadt-und-Land-Gemeinde (gmina miejsko-wiejska) Karczew mit einer Fläche von 81,5 km² gehören die Stadt selbst und 15 Dörfer mit Schulzenämtern.